# Acropteris parvidentata
Acropteris parvidentata är en fjärilsart som beskrevs av Warren. Acropteris parvidentata ingår i släktet Acropteris och familjen Uraniidae. Inga underarter finns listade i Catalogue of Life.